# Anton Tauf (scriitor)
Anton Tauf (n. 1977, Sighet - d. octombrie 2015, Cluj-Napoca), a fost un scriitor român, fiu al artiștilor Judith Hirsch și Anton Tauf.

## Studii
A urmat cursurile unui liceu de limba engleză, iar în anul 2003 obține o licență în științe politice la Universitatea Babeș-Bolyai din Cluj-Napoca, promoția 2003.

## Publicații
După câțiva ani petrecuți în străinătate, se reîntoarce în țară și se dedică scrisului.
Cărți publicate
- 2012 - Nuvele și povestiri, Editura ECOU TRANSILVAN, ISBN 978-606-8438-26-9.[1]
- 2013 - Americana Editura: Ecou Transilvan, ISBN 978-973-8099-03-6[2]
- 2014 - Paradisul din noi, Editura: Ecou Transilvan, ISBN 978-973-8099-48-7[3][4]
- 2015 - Drumul lui Alexei, Editura ECOU TRANSILVAN, Cod: ECU978-606-730-137-3[5] ISBN 978-606-730-137-3.

## Legături externe
- http://wwwy.poezie.ro/index.php/author/0035300/Anton%20Tauf#bio Arhivat în 1 aprilie 2017, la Wayback Machine.